# (17696) Bombelli
(17696) Bombelli est un astéroïde de la ceinture principale.

## Description
(17696) Bombelli est un astéroïde de la ceinture principale. Il fut découvert le 8 mars 1997 à Prescott (Arizona) par Paul G. Comba. Il présente une orbite caractérisée par un demi-grand axe de 3,02 UA, une excentricité de 0,09 et une inclinaison de 9,7° par rapport à l'écliptique.

## Compléments